# Ceaucé
Ceaucé település Franciaországban, Orne megyében. Lakosainak száma 1164 fő (2022. január 1.). Ceaucé Saint-Brice, Soucé, Couesmes-Vaucé, Ambrières-les-Vallées, Juvigny Val d'Andaine, Avrilly, Torchamp és Saint-Fraimbault községekkel határos.

## Népesség
A település népességének változása:
| Lakosok száma | 1242 | 1229 | 1236 | 1182 | 1177 | 1172 | 1161 | 1162 | 1164 |
|               | 2013 | 2015 | 2016 | 2017 | 2018 | 2019 | 2020 | 2021 | 2022 |